# グーフィーのアイスホッケー教室
『グーフィーのアイスホッケー教室』（グーフィーのアイスホッケーきょうしつ、原題：Hockey Homicide）は、ウォルト・ディズニー・プロダクション（現：ウォルト・ディズニー・カンパニー）が製作した1945年9月21日公開のアニメーション短編映画作品。グーフィーの短編映画シリーズの19作目である。グーフィーの教室シリーズの第12作目。

## あらすじ
グーフィーに似たたくさんの観客と選手が奮闘し、ナレーションが解説をしながらアイスホッケーの説明をする。

## スタッフ
- 製作：ウォルト・ディズニー
- 監督：ジャック・キニー
- 作画：ジャック・ボーイド、ジョン・シブレー、ハル・キング、ミルト・カール
- 脚本：ビル・バーグ、ディック・キニー
- 音楽：ポール・J・スミス
- 美術：ドン・ダ・グラディ
- 背景：アート・ライリー

## キャスト
| キャラクター | 原語版             | 旧吹き替え版 | 新吹き替え版 |
| ------------ | ------------------ | ------------ | ------------ |
| グーフィー   | ピント・コルヴィグ | 小山武宏     |              |
| ナレーター   |                    | 江原正士     | 稲葉実       |